# Тупанзиньо
Жозе Эрнани да Роза (порт.-браз. José Ernâni da Rosa; 17 октября 1939, Баже — 28 февраля 1986, Сан-Паулу), более известен под своим футбольным прозвищем Тупанзиньо (Tupanzinho или Tupãozinho) — бразильский футболист, провёл один матч за сборную Бразилии.

## Карьера
Тупанзиньо родился 17 октября 1939 года в Баже в футбольной семье, его отец Тупан Эрнани дос Сантос был известным футболистом, 1920-х — 1930-х годов, двукратным чемпионом Гаушу. Тупанзиньо начал свою карьеру, где и родился, в Баже в местном клубе «Гремио», а затем в 1960-м был продан за 300 тыс. крузейро в другой клуб из Баже — «Гуарани».
В 1963 году Тупанзиньо переехал в Сан-Паулу, чтобы выступать за местный клуб, являющийся одним из грандов бразильского футбола — «Палмейрас», который заплатил за футболиста 30 млн крузейро. Тупанзиньо дебютировал в новой команде 16 января 1963 года в игре с клубом «Спортинг Кристал» из Перу, дебют вышел скверный: «Палмейрас» проиграл 1:2. Несмотря на неудачный дебют вскоре Тупанзиньо стал одним из лидеров «Палмейраса», он помог клубу дважды выиграть чемпионат Сан-Паулу, победить в турнире Ри-Сан-Паулу, выиграть в кубке Бразилии и победить на турнире Роберто Гомеса Педросы. За 5 лет в «Палмейрасе», Тупанзиньо провёл за клуб 231 матч (из них — 136 победы, 44 ничьи и 51 поражения) и забил 122 мяча (0,52 гола за матч), что является 9-м бомбардирским результатом в истории клуба. Последний матч во внутренних соревнованиях за «Палмейрас» Тупанзиньо провёл 10 февраля 1968 года против клуба «Интернасьонал», в котором клуб Тупанзиньо проиграл 0:3. В том же году игрок помог своему клубу дойти до финала Кубка Либертадорес, где уступил аргентинскому «Эстудиантесу». Тупанзиньо забил в турнире 12 голов.
После «Палмейраса» Тупанзиньо выступал в «Гремио» и «Насьонале» из Манауса, но без особого успеха.

## Достижения

### Командные
- Чемпион города Баже: 1957
- Обладатель Кубка столетия Баже: 1959
- Чемпион турнира пяти в Гвадалахаре: 1963
- Чемпион штата Сан-Паулу: 1963, 1966
- Чемпион турнира Рио-Сан-Паулу: 1965
- Обладатель кубка Жоао Авеланжа: 1966
- Чемпион турнира столетия Рио-де-Жанейро: 1965
- Обладатель Чаши Бразилии: 1967
- Чемпион турнира Роберто Гомеса Педросы: 1967

### Личные
- Лучший бомбардир Кубка Либертадорес: 1968 (11 голов)